# 可數集
在数学上，可数集，或称可列集，是与自然数集的某个子集具有相同基數（等势）的集合。在这个意义下，可数集由有限可数集和無限可數集组成。不是可数集的无穷集称为不可数集。这个术语是康托尔创造的。可数集的元素，正如其名，是「可以计数」的：尽管计数有可能永远无法终止，集合中每一个特定的元素都将对应一个自然数。 
「可数集」这个术语有时也指代可数无穷集，即仅代表能和自然数集本身一一对应的集合。两个定义的差别在于有限集合在前者中算作可数集，而在后者中不算作可数集。
为了避免歧义，前一种意义上的可数有时称为至多可数，后一种可数集则称为无限可数集。

## 定义
如果从{\displaystyle S}到自然數集合{\displaystyle \mathbb {N} =\left\{1,2,3,\ldots \right\}}存在单射函数，则{\displaystyle S}称为可数集。
如果{\displaystyle S}还是满射，则同样是双射，则称{\displaystyle S}是无限可数集。
换句话说，一个集合要想是无限可数集，它要和自然数集{\displaystyle \mathbb {N} }有一一对应关系。
如上所述，这个术语不普遍：一些作者在这里使用可数来表示被称为“无限可数”，并没有包括有限集。

## 介绍
由定義易知所有偶數所構成的集合為可列的，因為我們可以將所有的{\displaystyle n}都對應到{\displaystyle 2n}，如此就完成了一一對應。類似地，不難證明所有整數構成的集合{\displaystyle \mathbb {Z} }、所有有理數構成的集合{\displaystyle \mathbb {Q} }、甚至所有代數數構成的集合都是可列的。
並非所有的無窮集都可數。喬治·康托首先指出存在有不可列的無窮集合。他利用他發明的對角論證法證明了由所有實數構成的集合{\displaystyle \mathbb {R} }是不可列的，即{\displaystyle \mathbb {R} }與{\displaystyle \mathbb {N} }之間不可能存在一種一一對應。這同時也表示實數當中存在有一些數不是代數數，因為剛才已經說過代數數是可列的；於是這就給出了一種超越數存在的非構造性證明。

## 正规定义和性质
由定义，如果存在从{\displaystyle S}到自然數集合{\displaystyle \mathbb {N} =\left\{0,1,2,3,\ldots \right\}}存在单射函数{\displaystyle f:S\rightarrow \mathbb {N} }，则{\displaystyle S}称为可数集。
这似乎自然地把集合划分为不同类别：把所有包含一个元素的集合放在一起；包含两个元素的集合在一起......最后，把所有无限集合放在一起，并认为它们具有相同的大小。然而，在大小的自然定义下，这种观点是不确切的。
为了阐述这一点，我们需要一个双射的概念。虽然双射看起来比数更加高深，但原本数学发展中集论定义函数要先于数字。因为它们都是基于更简单的集合。这就引出了双射的概念：
{\displaystyle a\leftrightarrow 1,b\leftrightarrow 2,c\leftrightarrow 3}
由于{\displaystyle \left\{a,b,c\right\}}的每个元素都可以和{\displaystyle \left\{1,2,3\right\}}中准确的一个配对，并且反过来也同样，这就定义了一个双射。
我们将这个情境一般化，定义当且仅当它们之间存在双射，两个集合的大小相同。对于有限集，这里给出了“大小相同”的常用定义。那么对于无限集呢？
考虑集合{\displaystyle A=\left\{1,2,3,\ldots \right\}}（正整数集），和{\displaystyle B=\left\{2,4,6,\ldots \right\}}（正偶数集）。我们说，在我们的定义下，这些集合有相同的大小，并且因此B是无限可数集。我们需要证明它们之间存在双射。但这是很简单的，运用{\displaystyle n\leftrightarrow 2n}，那么
{\displaystyle 1\leftrightarrow 2,2\leftrightarrow 4,3\leftrightarrow 6,4\leftrightarrow 8,\ldots }
正如前面的例子，{\displaystyle A}的每个元素都已和{\displaystyle B}中准确的一个配对，并且反过来也同样。因而它们大小相同。这给出了一个集合与其一个合适的子集大小相同的例子，这种情形在有限集中是不可能的。

同样，自然数的有序对的集合，也就是自然數集合的笛卡爾積 {\displaystyle \mathbb {N} \times \mathbb {N} }，是无限可数集，可以沿着图中的一种路径：
配对结果就像这样：
{\displaystyle 0\leftrightarrow (0,0),1\leftrightarrow (1,0),2\leftrightarrow (0,1),3\leftrightarrow (2,0),4\leftrightarrow (1,1),5\leftrightarrow (0,2),6\leftrightarrow (3,0),\ldots }

康拖尔配对函数给每一对自然数分配了一个自然数

显然这个映射可以覆盖所有这些有序对。另一個證明方法是可以定義一個從自然數集合的笛卡爾積 {\displaystyle \mathbb {N} \times \mathbb {N} }到自然數集合{\displaystyle \mathbb {N} }的單射函數{\displaystyle f(p,q)=2^{p}3^{q}}。
利用數學歸納法，可知在n是個有限的自然數時，自然數集合的n-元笛卡爾積 {\displaystyle \prod _{i=1}^{n}\mathbb {N} =\{(x_{1},\ldots ,x_{n})\ |\ x_{1}\land \;\ldots \;\land \;x_{n}\in \mathbb {N} \}}是可數的。利用自然數集的笛卡爾積是可數的這點，可以證明整數集和有理數集是可數集，這是因為整數可以視為自然數的有序對（可將正整數{\displaystyle n}給視為{\displaystyle (n,0)}，將負整數{\displaystyle -n}給視為{\displaystyle (0,n)}），而以最簡分數形式表示的有理數{\displaystyle p/q}也可視為整數的有序對{\displaystyle (p,q)}所致。
另外，可數無限多個可數集的聯集是可數的，這是因為可以定義一個單射函數，將可數無限多個可數集的聯集給映至自然數集合的笛卡爾積 {\displaystyle \mathbb {N} \times \mathbb {N} }之故。
不過可數無限多個自然數集合的笛卡爾積不是可數的，這可以透過康托的對角論證法證明。

## 注解
1. ↑  例子参见(Rudin 1976，Chapter 2)
2. ↑  参见(Lang 1993，§2 of Chapter I).
3. ↑  参见(Apostol 1969，Chapter 13.19).
4. ↑  因为显然N和N* = {1, 2, 3, ...}之间显然存在双射，无所谓是否把0算作自然数。在任何情况，这篇文章都遵循ISO 31-11和数学逻辑中的标准传统，将0作为自然数。